# Психофизиологическая проблема
Психофизиологическая проблема — вопрос об активном системном взаимодействии тела и психики человека. Исторически сложившийся научный спор о роли тела и психики в жизни человека, а также их взаимосвязи. Существуют различные взгляды на то, как соотносятся тело и психика, однако данный спор до сих пор не решён окончательно. До настоящего времени психофизическую проблему в основном решали по отдельности представители трех наук: философии, психологии и физиологии с использованием подходов и методов, характерных для каждой из этих наук. В настоящее время среди  физиологов и психологов постепенно формируется мнение, что решение психофизиологической проблемы возможно только при интеграции всех наук, занимающихся изучением человека.

## История вопроса

### Постановка психофизиологической проблемы
Психофизиологическая проблема появилась в XVII веке благодаря Р. Декарту, который выдвинул теорию о разделении всего сущего на две субстанции: телесную и духовную. Телесная субстанция имеет проявления, связанные с признаками перемещения в пространстве (дыхания, питания, размножения), а духовная связана с процессами мышления и проявления воли. Р. Декарт полагал, что высшие психические процессы не могут быть прямо выведены из физиологических (телесных) процессов или тем более сведены к ним, поэтому начал искать объяснение тому, как существуют эти две субстанции в человеке. Это объяснение получило название психофизического взаимодействия и определялось Р. Декартом следующим образом: тело влияет на душу, пробуждая в ней страсти в виде чувственных восприятий, эмоций и т. п., а душа, обладая мышлением и волей, воздействует на тело, заставляя его работать и изменять свой ход. Теория Р. Декарта о психофизическом параллелизме дала начало для становления психологии как самостоятельной науки.
По мере развития теории психофизического параллелизма были выдвинуты ещё несколько способов решения психофизиологической проблемы. Один из них предложил Т. Гоббс, считавший, что существует только одна субстанция — телесная, или материальная, которая также является и мыслящей субстанцией. Т. Гоббс полагал, что мышление — производная от телесных процессов и должно изучаться посредством наблюдения разнообразных движений тела и в теле. Он обосновывал это тем, что мысль — субъективное явление, а телесные движения — объективное, так как они имеют своим истоком какое-либо внешнее воздействие объекта на органы чувств.
Г. Лейбниц, пытаясь опровергнуть теорию Р. Декарта, выдвинул свой способ взаимодействия души и тела. По Г. Лейбницу душа и тело следуют своим собственным законам: душа действует по закону конечных причин (например, в соответствии с целью), а тело — по законам действующих причин. Они не могут влиять друг на друга, но взаимодействуют в гармонии, так как являются сутью одного и того же универсума. Тем не менее в этой гармонии духовное в определённом смысле главенствует над телом, а тело является производной от души.
Б. Спиноза разработал возможное решение психофизиологической проблемы в духе монизма, выдвинув концепцию о том, что нет двух отдельных субстанций, а есть единая природа (бог), имеющая разные свойства (атрибуты), из чего следует, что сознание и тело — атрибуты природы. Позиция монизма утверждает единство мира в его различных проявлениях (духовного и материального). Так как единая субстанция обладает как атрибутами протяжения, так и мышления, Б. Спиноза сделал вывод, что чем более активен человек в мире, тем более совершенно он действует, то есть чем выше организация тела, тем выше духовное сознание [1, 2, 10].

### Психофизиологическая проблема: «народное» представление
Ещё до обозначения соотношения тела и психики как проблемы в философии в бытовом сознании уже сформировались определенные воззрения касательно её решения. Несомненно, что в различных культурах и на разных исторических этапах она решалась неодинаково. Таким образом, можно условно разграничить историю на несколько периодов, соотнося их с тем или иным воззрением на указанную проблему.

#### Первобытный пансоматизм
Древнейшему человечеству неведом барьер между духовным и телесным. Тело здесь — опора человеческого порядка, смыкающая природу и общество через свои фундаментальные потребности. Первоначально сама суть человека усматривается в его теле. Сравнение же живого с трупом даёт пищу размышлениям о душе. Для первобытного человека душа физически наглядна. Отсюда произошли различные каннибальские традиции и жертвоприношения, опирающиеся на концепцию тела как особую ценность, культурно-психологическое качество.

#### Телесно-пластический канон античности
Историческое назначение античности определено европейскими учеными как превращение живого тела в эстетический предмет. Возникает представление о «калокагатии» — совместной красоты тела и внутреннего мира. В качестве противоположности хаосу выступает космос, внешний мир античной души, гармонический распорядок всех заключенных в соответствующие границы осязаемо-наличных отдельных предметов. Тело — это определённое отношение к норме, идеалу, сверхчувственному (духовному), его выражение в той или иной степени. Так древний грек видит свои духовные сущности хорошо оформленными, а форма — это античное обобщение идеального телосложения человека. Античная пластика же — первый неархаический пример культурно увековеченной соматики в европейской истории, а классическая эллинская скульптура — это норма, наделённая внешностью.

#### Средние века: душа и плоть
Пластическое видение мира в Средние века теснится с дуалистическим: происходит полное разграничение, а иногда и противопоставление души и плоти. Тело здесь — загадка и оппонент книжности. Силы, заключенные в физической оболочке человека, зачастую представляются книжнику опасными и чуждыми его занятию. Но всё же в Средние века тело символизируется не обязательно отрицательно (это лишь общая тенденция). Так, в католицизме возобладала умеренная доктрина Фомы Аквинского, признававшая человека одной субстанцией, состоящей из души и тела. Хотя в целом телесность подвергается в Средние века моральным увещеваниям, ей оставлена надежда на спасение по примеру высокочтимой плоти Иисуса Христа (то есть только через душу).

#### Европа XVI—XIX вв.: от плоти к понятию тела
В связи с циклом быстрых изменений (экономических, социальных, политических, культурных) тело теряет большую часть семиотических функций: они разбираются техникой, письменностью, наукой. С развитием технической коммуникации человек все больше видит перед собой не живое телесное существо, а знак, картинку, снимок, кадр, тело — объект для изучения или воздействия. Вместе с индустриальной эпохой приходит представление о теле — машине.

#### Начиная с XIX в. по наши дни
Переоткрытие телесности происходит в XX веке, когда её образ и нормы находятся под влиянием массовой коммуникации и общества потребления. Именно оппозиции душа — тело, ментальное — чувственное характерны для сознания современного человека. С культурологической точки зрения наступила новая картезианская эпоха, стоящая на трех столпах: «Первый элемент — отчуждение от тела. Второй — отделение эмоции от разума. Третий — использование тела как машины» [2, с. 42].
Между человеком и его телом всегда присутствует уже не нечто сакральное и потаённое, а знание устройства его физического, схема тела, видение тела со стороны. Это знание — в определённом смысле тот посредник, который вытесняет внутренний опыт, обесценивает его. Отсюда столь популярные сегодня (как и во времена Р. Декарта) иконографии тел-механизмов, тел-машин, тел-автоматов и пр. — свидетельства победы картезианского духа. Следствием является развитие биотехнологий, направленных на улучшение работы «машины», увеличения времени её использования. Человек стремится к осуществлению картезианской мечты об абсолютном контроле над телом [1, 5].

### Редукционизм в решении психофизиологической проблемы
Позиция редукционизма — поиск элементарных процессов, к которым можно было бы без остатка сводить все высшие формы психической деятельности.
Материалисты XIX в. — прежде всего немецкие философы Л. Бюхнер, К. Фогт, Я. Молешотт — выдвинули положения, которые позже получили название «физиологический редукционизм». Они утверждали, что мозг выделяет мысль почти так же, как печень — жёлчь, и, значит, исследовать мысль можно, только изучая мозговые процессы. Психологию как науку следовало заменить физиологией, поскольку всё психическое может быть и будет объяснено с развитием «науки о мозге». Представители физиологического редукционизма в 20-х годах XX века пытались трактовать любые, даже самые сложные формы психической деятельности как систему условных рефлексов, образованную на основе безусловного подкрепления условных сигналов. Такие попытки реально предпринимались в нашей стране некоторыми последователями И. П. Павлова в 40 — 50-е гг. XX в. Подобных взглядов придерживаются бихевиористы. Так как бихевиоризм основан на объективном изучении поведения (движения, реакция), то человек рассматривается как реагирующее существо, а активная деятельность и психика практически отрицаются. Соответственно, в бихевиористском подходе на первое место выдвигается тело, а существование души практически отрицается, что делает его непригодным для адекватного описания сложных форм сознательной деятельности.
Существуют и другие виды редукционизма. Социологический редукционизм пытается свести личность к совокупности общественных ролей или даже масок. Кибернетический редукционизм описывает психические процессы как процессы переработки информации, мозг рассматривается как носитель информации, и для объяснения его работы широко используется «компьютерная метафора».
С другой стороны, различные религиозно-мистические учения считают психику, прежде всего сознание, особым духовным феноменом, принципиально независимым от тела.
Позицию психофизиологического параллелизма и взаимодействия в XX веке защищал, например, английский физиолог Дж. Экклз, автор известных работ по природе синаптической передачи, писавший о том, что дух действует на мозг, а мозг на дух через синапсы [1, 2, 10].

## Современный подход к решению психофизиологической проблемы и его практические следствия
По мнению Ю. Б. Гиппенрейтер рациональное непротиворечивое решение психофизиологической проблемы может быть сформулировано таким образом: «Имеется единый материальный процесс, и то, что называется физиологическим и психическим, — это просто две различные стороны единого процесса. (…) Дело обстоит не так, что существует мозговой физиологический процесс и в качестве его отсвета, или эпифеномена, психический процесс. И мозговые и психические „процессы“ (процессы в кавычках, ибо они не имеют самостоятельного существования) — это лишь две разные стороны из многих сторон, выделяемых нами, обобщённо говоря, в процессе жизнедеятельности. (…) видимые случаи взаимодействия души и тела могут быть проинтерпретированы совершенно иначе — просто как два разных проявления одной общей причины»[2]. Далее Гиппенрейтер отмечает, что, вообще говоря, при такой переформулировке психофизиологическая проблема скорее снимается, чем решается: «…по крайней мере в той части, которая относится к вопросу о соотношении физиологических и психических процессов»[2, с. 235].
Такое решение психофизиологической проблемы открывает разнообразные практические возможности. Так, внешние проявления телесной активности, прежде всего — движения, могут рассматриваться как важнейший источник информации об индивидуальных особенностях психики. Особенности пантомимики и мимики свидетельствуют об эмоциональных состояниях, в частности связанных с ложью. С другой стороны, разработаны разнообразные психологические методы регуляции и саморегуляции физиологических функциональных состояний.

### Особенности движений — динамические стереотипы
Связь между психикой и движением изучается уже достаточно давно. А. Н. Бернштейн говорил о т. н. моторном поле, отражающем связь между внешним миром и всеми свойствами моторики, В. П. Зинченко писал о том, что биодинамическая ткань моторного акта так же неповторима, как отпечаток пальца. Моторика связана с личностными установками человека, и можно достаточно уверенно говорить о том, что движение есть психика [3]. Для того чтобы охарактеризовать человека через его движения, используют двигательные стереотипы, или автоматизированные привычки.
Один из примеров двигательных актов, способных охарактеризовать человека — почерк. Почерк, по мнению И. Ф. Моргенштерна, представляет тесную связь с мышлением. Он отражает свойства психики человека, к тому же, будучи очень подвижным, отражает все зарождающиеся в мозгу мысли и чувства, независимо от того, пишет человек рукой или любым другим приспособленным к письму органом. К тому же почерк может отражать потенциальные энергетические возможности человека, так как в нём фиксируются напряжения и расслабления. Таким образом, почерк непосредственно связан с характером, и возможно даже проставление между ними знака равенства [8].
Особенности походки, смеха или голоса также могут многое сказать о человеке [7]. Например, человек с быстрой походкой, скорее всего, энергичен, а если походка ещё и неровная — человек, скорее всего, холерик. Громкий свободный смех говорит об открытости, отрывистый — о внутренней напряженности. Скорость речи непосредственно связана с подвижностью нервной системы, и колеблющаяся скорость говорит о неуравновешенности и легкой возбудимости, а четкая артикуляция может свидетельствовать о стремлении к ясности и простоте. Более подробно об этом рассказано в статье «Темперамент».

### Диагностика лжи по телесным проявлениям
Ложь (обман) определяется П. Экманом как «действие, которым один человек вводит в заблуждение другого, делая это умышленно, без предварительного уведомления о своих целях и без отчётливо выраженной со стороны жертвы просьбы не раскрывать правды» [9, с. 22].
На деле определение лжи удаётся не так легко и безошибочно, как многие это себе представляют. Основной причиной неудач при попытках разоблачения лжецов является незнание достоверных признаков, свидетельствующих о лжи. Существует три основных источника признаков лжи: вербальная составляющая речи, поведенческие признаки и психофизиологические реакции.
Нужно помнить, что все поведенческие и физиологические признаки являются проявлениями испытываемых человеком эмоций. Эти эмоции могут быть как положительными, так и отрицательными. Наиболее распространенными для лжецов являются: страх (боязнь быть разоблаченным), стыд и угрызения совести, восторг (радостное возбуждение в случае удачного обмана), а также гнев, грусть и печаль. Зная характерные для той или иной эмоции поведенческие и психофизиологические признаки, можно определить, что испытывает человек. Но наличие любой из перечисленных эмоций само по себе не является признаком лжи, поскольку честный человек, обвиняемый во лжи, также может испытывать эти эмоции. Для верификации лжи необходимо быть уверенным в причинах возникновения данной эмоции и мотивации, знать индивидуальные особенности человека и обычную манеру его поведения, уметь распознавать и интерпретировать верные признаки эмоций.
И лжец, и невиновный, подозреваемый во лжи, могут испытывать одинаковые эмоции. Наблюдая поведенческие и психофизиологические реакции, можно констатировать лишь наличие той или иной эмоции. Чтобы делать заключение о лжи, нужно обладать дополнительной информацией о ситуации.
Таким образом, любое переживаемое человеком эмоциональное состояние вызывает определенные изменения в его телесном состоянии, что и проявляется через поведенческие и психофизиологические признаки. Лучшим критерием лжи является несоответствие между тем, что говорит человек, и тем, о чём свидетельствуют его голос, тело и лицо.

### Регуляция функционального состояния
Физиологическое функциональное состояние организма человека составляет важнейшее условие, в котором осуществляется та или иная деятельность. Успешность, эффективность и даже физическая и психологическая безопасность любой деятельности зависят от оптимальности этого состояния. Поэтому разработано большое количество разнообразных методов психологической регуляции и саморегуляции состояний, основанных на сознательном изменении тонуса мускулатуры, вербальных воздействиях на протекание внутренних процессов, произвольном мысленном воспроизведении физических действий и т. п. [6]. Эффективным современным подходом, основанным на понимании единства психофизиологического процесса, является биологическая обратная связь (БОС, Биоуправление), при которой человек с помощью специальной аппаратуры получает в режиме реального времени информацию о текущем состоянии той или иной физиологической функции (пульса, напряжения мышц, ЭЭГ и т. п.), а также о том, каким должно быть «идеальное» состояние, и обучается этого состояния достигать произвольно [4].
Таким образом, разрешение психофизиологической проблемы является не только теоретической задачей, но прежде всего составляет основу для решения разнообразных практических задач.